# Fräulein Rothaut
Fräulein Rothaut. Burleske Operette in drei Aufzügen ist ein Theaterstück, das im April 1916 in München aufgeführt wurde. Dabei handelte es sich um eine „parodistische Operette“ bzw. eine „Indianertravestie“ als sehr freie Adaption des Winnetou-Stoffes. Regie führte Franz Josef Graselli, die Musik war von Karl Sikora. Das Textbuch stammt von H. Wilmers (Pseudonym), die musikalische Leitung hatte Karl Fürmann.

## Inhalt
Eusebius Mayer, ein Reiseschriftsteller, der sich selbst Old Shatterhand nennt, kommt zu den Apachen. Er trifft dort Winnetou und dessen Schwester Nigotki, die sich in ihn verliebt. Tangua, der designierte Bräutigam, will Rache und nur Nigotki kann den Weißen vor dem Marterpfahl retten. Zurück in Europa (und auf der Flucht vor der Ehe) verfasst Mayer nun Berichte darüber, in denen er der Held ist – bis seine Apachen plötzlich in Dresden auftauchen und ihn zwingen, seine Romane umzuschreiben.

## Rezension
„Die Sache ist, wie man sieht, ungewöhnlich geschmacklos, eben dadurch aber bezeichnend für den Tiefstand der Operette von heute.“

## Quelle
- Eintrag im Karl-May-Wiki